# Zoöchorie
Zoöchorie (Grieks zoo = dier, levend wezen, leven; chorous = verspreiden) is de verspreiding van de zaden of vruchten van een plant via dieren. Men onderscheidt endo- en epizoöchorie. Endozoöchorie is het verspreiden van vruchten en zaden door dieren op een inwendige manier (sappige en vlezige vruchten), epizoöchorie gebeurt uitwendig (vasthechten van zaden en vruchten door tandjes, haren en kleefstoffen). De beloning voor het dier bestaat uit vruchtvlees, oliecellen, lipiden en nectar.
Er zijn echter ook gevallen van epizoöchorie gekend waarbij zoogdieren bepaalde insecten, zoals sprinkhanen en krekels, verspreiden. Schapen, maar ook geiten en koeien, worden immers veel gebruikt om natuurgebieden op een ecologische wijze te beheren. Nimfen kunnen in hun vacht als toevallige "blinde passagiers" de voor hen onoverkomelijke afstanden of hindernissen tussen verschillende gebieden overwinnen.